# Cephalochrysa albisquama
Cephalochrysa albisquama är en tvåvingeart som först beskrevs av Günther Enderlein 1914.  Cephalochrysa albisquama ingår i släktet Cephalochrysa och familjen vapenflugor.
Artens utbredningsområde är Madagaskar. Inga underarter finns listade i Catalogue of Life.